# Британски музей (читалня)
Читалнята на Британския музей е главната читалня на британската библиотека.
Първоначално е била разположена в центъра на Големия двор на Британския музей. Поради липса на място главната читалня се мести през 1997 г. в нова, специално построена сграда на „Св. Панкрас“ в Лондон, но читалнята запазва първоначалната си форма. Старата читалня се използва без прекъсване от 1857 до временното ѝ затваряне през 1997 г. Посещавана е от много известни личности като Карл Маркс, Владимир Ленин, Махатма Ганди, Оскар Уайлд и др.
В днешно време достъпът до читалнята е ограничен само за регистрирани потребители. Въпреки това читателски пропуски са широко достъпни за всеки, който докаже, че е сериозен изследовател.